# Tomodon
Tomodon is een geslacht van slangen uit de familie toornslangachtigen (Colubridae) en de onderfamilie Dipsadinae.

## Naam en indeling
De wetenschappelijke naam van de groep werd voor het eerst voorgesteld door André Marie Constant Duméril in 1853. Er zijn drie verschillende soorten, inclusief de pas in 2004 wetenschappelijk beschreven soort Tomodon orestes.

## Verspreiding en habitat
Alle soorten komen voor in delen van Zuid-Amerika en leven in de landen Brazilië, Argentinië, Frans-Guyana, Paraguay, Uruguay, Peru en Bolivia. De habitat bestaat uit tropische en subtropische bossen, zowel drogere als vochtige bossen.

## Beschermingsstatus
Door de internationale natuurbeschermingsorganisatie IUCN is aan alle soorten een beschermingsstatus toegewezen. Twee soorten worden beschouwd als 'veilig' (Least Concern of LC) en een als 'gevoelig' (Near Threatened of NT).

## Soorten
Het geslacht omvat de volgende soorten, met de auteur en het verspreidingsgebied.
| Naam              | Auteur                          | Verspreidingsgebied                                   | Beschermingsstatus |
| ----------------- | ------------------------------- | ----------------------------------------------------- | ------------------ |
| Tomodon dorsatus  | Duméril, Bibron & Duméril, 1854 | Brazilië, Argentinië, Frans-Guyana, Paraguay, Uruguay |                    |
| Tomodon ocellatus | Duméril, Bibron & Duméril, 1854 | Brazilië, Paraguay, Uruguay, Argentinië, Peru         |                    |
| Tomodon orestes   | Harvey & Muñoz, 2004            | Bolivia, Argentinië                                   |                    |